# Игнатовская (Вилегодский район)
Игнатовская — деревня в Вилегодском муниципальном округе Архангельской области.

## География
Находится в юго-восточной части Архангельской области на расстоянии приблизительно 40 км на восток-северо-восток по прямой от административного центра района села Ильинско-Подомское на левобережье реки Виледь.

## История
Отмечалось в 1710 году как поселение с 2 дворами. По местным преданиям деревня первоначально была образована на левом берегу реки Виледи, вверх по течению немного выше деревни Борок, состояла она из пяти дворов а около 1840 года эта деревня переселилась на новое место жительства подальше от реки на нынешнее место. В 1859 году здесь (деревня Сольвычегодского уезда Вологодской губернии) было учтено 6 дворов. До 2020 года входила в состав Селянского сельского поселения до его упразднения.

## Население
Численность населения: 5 человек (1710 год), 56 (1859), 7 (русские 100 %) в 2002 году, 3 в 2010.